# 木卫四十四
木衛四十四（喀莉克爾）（Kallichore，发音为/kəˈlɪkɵriː/ kə-LIK-o-ree，或是希臘文的Καλλιχόρη），是木星的一顆天然衛星。它是在2003年被夏威夷大學由斯科特·谢泼德領導的團隊發現的，標準的臨時名稱是S/2003 J 11。
木衛四十四的直徑大約2公里，以平均231億1200萬公里的距離，717.806天的週期，對黃道傾斜164°（對木星赤道傾斜165°），在逆行的方向，0.2042的離心率，繞著木星公轉。.
它在2005年3月被以希臘神話半神半人的少女命名為Kallichore。
木衛四十四屬於加爾尼群，是不規則的逆行衛星，以大約165°的傾角和範圍在2300萬至2400萬公里的距離環繞著木星。